# Закарпатская реформатская церковь
Закарпатская реформатская церковь (венг. Kárpátaljai Református Egyház, ЗРЦ) — национальная церковь венгров Закарпатья.
Богослужения проводятся на венгерском языке. Отдельные богослужения — на украинском языке

## История
Закарпатская реформатская церковь, являющаяся составной частью кальвинистских церквей континентально-европейского происхождения, сформировалась как независимая церковная единица в 1948 году. До 1923 года её церкви входили в состав Венгерской реформатской церкви, после присоединения Подкарпатской Руси к Чехословакии до 1938 — в Чехословацкую церковь.
В 1938 году приходы были вновь инкорпорированы в церковь Венгрии. В 1944 году Закарпатье было занято советскими войсками (Закарпатская Украина (1944—1946)), а в 1945 бывшая Подкарпатская Русь вошла в состав УССР.
На тот момент в регионе проживало 160 тысяч венгров (15 % населения региона).
В СССР осуществлялись попытки присоединить ЗРЦ к Церкви евангельских христиан-баптистов, что вызвало сопротивление большинства пасторов, что в свою очередь, спровоцировало гонения на церковь. 40 из 106 пасторов региона бежали в Венгрию, многие из оставшихся подверглись репрессиям, все связи с Венгерской церковью были прекращены.
В 1956 году, после возвращения значительной части сосланных ранее пасторов, Закарпатская реформатская церковь насчитывала 95 тысяч верующих, службу несли 26 пасторов, окормлявших 81 приход. За счет вернувшихся, число пасторов увеличилось до 67, а приходов — до 90. Однако, теологического образования для церкви не существовало, и старшее поколение пасторов стало уменьшаться, не оставляя после себя заместителей.
В 1980-х годах к Церкви принадлежало 60—70 тысяч прихожан, объединенных в 80 общинах при 21 пасторе.
После образования независимой Украины, церковь начала переживать относительный расцвет и консолидацию — за счет помощи из Венгрии. 
Закарпатская церковь является самой консервативной из всех венгерских реформатских церквей, первая женщина-пастор была ординирована в 1994 году.

## Структура
Высший орган — синодальный совет (zsinati tanács). ЗРЦ состоит из 3 благочиний (Egyházmegye):
- Береговское благочиние (Beregi Egyházmegye)
- Марамурешско-Угочское благочиние (Máramaros-Ugocsai Egyházmegye)
- Унгское (Ужгородское) благочиние (Ungi Egyházmegye)

Высшие должностные лица благочиний — благочинные (esperes) и благочиннический куратор (megyei gondnok).
На 2009 год церковь насчитывала 114 приходов, которые окормляли 76 пасторов.

## Главы Закарпатской реформатской церкви
Возглавляют церковь — декан, епископ (с 1960-х годов):
- Бела Ф. Генчи (1948 — 8 января 1978)
- Пал Форгон (21 мая 1978 — 13 мая 1994)
- Лайош Гулячи (13 мая 1994 — 1998)
- Василь Горкай (2001 — 21 января 2007)
- Шандор (Александр) Зан Фабиан (21 января 2007 — н. в.)